# Microsoft Certified Professional

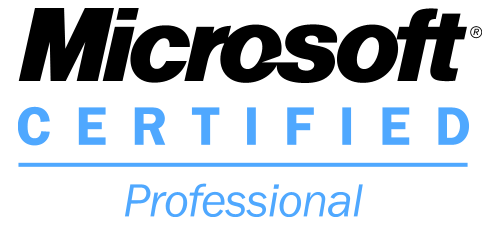
MCP (Microsoft Certified Professional) Logo.

El MCP (Microsoft Certified Professional) es ahora parte de Microsoft Learning.

## Descripción general de las certificaciones de Microsoft
Históricamente, Microsoft ofrecía diversas certificaciones relacionadas con sus productos. En la década de 1990 y hasta bien entrada la década de 2000, estas ofertas eran extensas y bien recibidas por la comunidad de TI. Una extensa red de organizaciones proveedoras de soluciones de Microsoft ofrecía una sólida formación y se realizaban exámenes formales a través de otros proveedores de pruebas contratados.
Las certificaciones se obtenían aprobando exámenes relacionados con una oferta de certificación específica. Normalmente, se requerían varios exámenes para obtener una certificación centrada en hardware, como la MCSE (Microsoft Certified Systems Engineer), o una más orientada al software, como la MCSD (Microsoft Certified Solutions Developer). El proceso para obtener la certificación ha cambiado varias veces desde su creación.
En la década de 2020, Microsoft anunció que retiraría todas las certificaciones existentes de Microsoft Certified Professional (MCP), Microsoft Certified Solutions Developer (MCSD), Microsoft Certified Solutions Expert (MCSE) y Microsoft Certified Solutions Associate (MCSA), introduciendo nuevas vías y cambiando la forma en que las personas obtienen y mantienen esas certificaciones de Microsoft..
Estas certificaciones se eliminaron gradualmente a partir del 30 de junio de 2020, en favor de certificaciones "basadas en roles" centradas principalmente en Azure y Microsoft 365. El 26 de marzo de 2020, Microsoft anunció el retiro de los exámenes restantes asociados con MCSA, MCSE y MCSD, que entró en vigencia el 31 de enero de 2021.
Las personas con credenciales MCP pueden ver su credencial en su expediente académico de Microsoft, en la sección "Certificaciones históricas", con el estado "Retirado".
Anteriormente, las credenciales MCSE y MCSD requerían una recertificación después de dos o tres años para mantener la credencial en la sección "Activo" de su expediente académico. Con el nuevo sistema, las credenciales MCSE y MCSD ya no requieren recertificación; permanecen en el "Expediente activo" del titular una vez obtenidas. Ahora, se puede renovar la certificación cada año aprobando un examen electivo adicional.
Estos cambios fueron impulsados por la creciente frecuencia de actualizaciones de los productos y servicios de Microsoft. La industria también se ha alejado del modelo tradicional de tecnología cliente-servidor hacia los modelos actuales de alquiler de software, como el software como servicio (SaaS), la plataforma como servicio (PaaS) y las ofertas de TI basadas en la nube.
MCP una Certificación de competencias ofrecida por Microsoft, que acredita las destrezas de profesionales y técnicos en la aplicación de las tecnologías de este fabricante en soluciones de negocios para la empresa. 
La MCP certifica destrezas, conocimientos y experiencia en, al menos, una de las áreas de Microsoft de Desarrollo de Aplicaciones, Administración de Bases de Datos y Administración de Infraestructura de Red.
Los candidatos a MCP deben aprobar un examen de certificación Microsoft para validar y dimensionar su eficiencia y pericia. Completando una serie de exámenes MCP definidos dentro de un currículo determinado, están disponibles una serie de certificaciones de destrezas orientadas a los roles como:
- Microsoft Certified Systems Administrator (MCSA)
- Microsoft Certified Application Developer (MCAD)
- Microsoft Certified Database Administrator (MCDBA)
- Microsoft Certified Systems Engineer (MCSE)
- Microsoft Certified Solution Developer (MCSD)
- Microsoft Certified IT Professional (MCITP)
- Microsoft Certified Solutions Associate

#### Fundamentos
- Microsoft Certified Educator (MCE)
- Microsoft Office Specialist (MOS)
- Microsoft Azure Fundamentals[6]
- Microsoft Azure AI Fundamentals[6]
- Microsoft Azure Data Fundamentals[6]
- Microsoft 365 Fundamentals[6]
- Dynamics 365 Fundamentals (CRM)[6]
- Power Platform Fundamentals[6]
- Fundamentos de seguridad, cumplimiento e identidad[6]
- Basados en rol:
  - Microsoft Azure
  - Microsoft 365
  - Microsoft Dynamics 365
  - Microsoft Power Platform
  - Microsoft Teams
- Especialidad:
  - Especialización en Escritorios Virtuales de Windows
  - Especialización en Desarrolladores de IoT de Azure
  - Especialización en Cargas de Trabajo de Azure para SAP

Actualmente estas credenciales están disponibles sobre los productos Microsoft Windows Server 2003, Microsoft SQL Server 2000, Microsoft SQL Server 2005, Microsoft Framework.NET 2003...

## Certificaciones
Es posible combinar varias certificaciones de Microsoft para obtener certificaciones superiores:
- Certificaciones MCTS: Especialista en Tecnología de Microsoft (Actualmente existen 20 certificaciones de Especialista en Tecnología Certificado por Microsoft)[7]
- Profesional de TI Certificado por Microsoft (MCITP): Certificación de Microsoft que acredita a un profesional como experto en un campo específico de TI. Existen 9 especializaciones:

• Profesional de TI: Administrador de Empresas • Profesional de TI: Administrador de Servidores • Profesional de TI: Administrador de Correo Electrónico Empresarial • Profesional de TI: Técnico de Soporte Empresarial • Profesional de TI: Gestión de Proyectos Empresariales con Microsoft Office Project Server 2007 • Profesional de TI: Técnico de Soporte al Consumidor • Profesional de TI: Desarrollador de Bases de Datos • Profesional de TI: Administrador de Bases de Datos • Profesional de TI: Desarrollador de Aplicaciones de Inteligencia de Negocios
- Desarrollador: Desarrollador Profesional Certificado por Microsoft (MCPD)[9]
- Conviértase en arquitecto certificado: Programa MCAP (Arquitecto Certificado por Microsoft)[10]
- Soporte Técnico: MCDST (2 exámenes).
- Administración de Redes: MCSA (4 exámenes), MCSE (7 exámenes).
- Administración de Bases de Datos: MCDBA (4 exámenes).
- Desarrollo: MCAD (3 exámenes), MCSD (5 exámenes).
- Uso de Office: MOS
- Enseñanza: MCT
- Dominio avanzado de productos de servidor de Microsoft: Microsoft Certified Master [11]

## Microsoft Certified Application Specialist
La serie de certificaciones Microsoft Certified Application Specialist fueron las certificaciones introducidas para el paquete Microsoft Office 2007, que permitieron a los titulares de credenciales demostrar experiencia en productos como Microsoft Word, Excel y PowerPoint. Las pruebas tenían una duración de 90 minutos e incluían preguntas con demostración en vivo, opción múltiple y preguntas de orden. La certificación fue sustituida por la serie Microsoft Office Specialist.